# Далькув (Нижньосілезьке воєводство)
Далькув (пол. Dalków, нім. Dalkau) — село в Польщі, у гміні Ґавожиці Польковицького повіту Нижньосілезького воєводства.
Населення — 337 осіб (2011).
У 1975-1998 роках село належало до Легницького воєводства.

## Демографія
Демографічна структура станом на 31 березня 2011 року:
|          | Загалом | Допрацездатний вік | Працездатний вік | Постпрацездатний вік |
| -------- | ------- | ------------------ | ---------------- | -------------------- |
| Чоловіки | 168     | 37                 | 115              | 16                   |
| Жінки    | 169     | 36                 | 100              | 33                   |
| Разом    | 337     | 73                 | 215              | 49                   |